# Agathodesmus steeli
Agathodesmus steeli är en mångfotingart som beskrevs av Filippo Silvestri 1910. Agathodesmus steeli ingår i släktet Agathodesmus och familjen Dalodesmidae. Inga underarter finns listade i Catalogue of Life.